# Acetaminosalol
Acetaminosalol es un compuesto orgánico con la fórmula química C15H13NO4.
Es un producto de esterificación de ácido salicílico y paracetamol. Fue comercializado por Bayer bajo la marca Salophen como analgésico a finales de los siglos XIX a XX. 

## Acción y usos
En una cálida solución alcalina acetaminosalol se divide en ácido salicílico y paracetamol. Se descompone en el intestino, incluso cuando se administra en forma de inyección. Fue utilizado como un sustituto para el ácido salicílico en el reumatismo agudo, y como un antiséptico intestinal. Era igualmente eficaz y mucho más seguro que el salol, otro antiséptico intestinal comúnmente utilizado en el momento. El hecho de que es insípido le hacía fácil de administrar. 

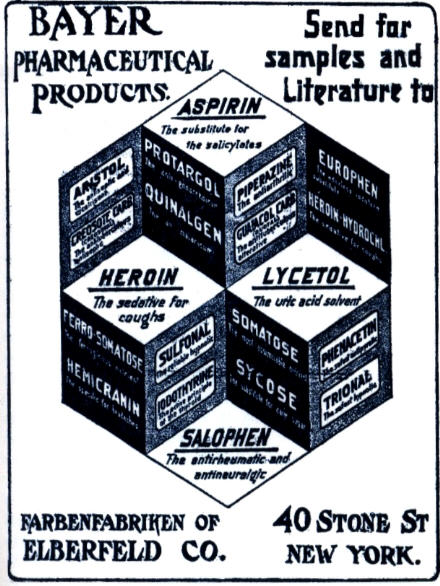
Publicidad de productos de Bayer a principios del, incluyendo Salophen